# Régiment de Chartres
Pour les articles homonymes, voir Régiment de Chartres (homonymie).
Le régiment de Chartres est un régiment d'infanterie du royaume de France, créé en 1691 sous le nom de régiment de Chartres, devenu sous la Révolution le 90e régiment d’infanterie de ligne.

## Création et différentes dénominations
- 14 novembre 1691 : création du régiment de Chartres
- 5 janvier 1724 : renommé régiment d'Étampes
- 22 février 1737 : renommé régiment de Chartres
- 1er janvier 1791 : renommé 90e régiment d'infanterie de ligne

## Colonels et mestres de camp
- 14 novembre 1691 : Gabriel-Joseph chevalier d'Estrades[Note 1]
- 10 août 1692 : N. marquis de Pluvaux[Note 2]
- 27 février 1695 : Louis marquis d'Arpajon[Note 3]
- 23 avril 1709 : Philippe Charles marquis d'Étampes[Note 4]
- 5 janvier 1724 : Charles de La Ferté-Imbault marquis d'Étampes
- 2 février 1731 : Philippe Charles d'Étampes marquis de La Ferté-Imbaut
- 28 mars 1737 : Louis Auguste, comte d'Étampes
- 19 juin 1741 : Charles Auguste de La Cour, comte de Balleroy[Note 5]
- 20 avril 1746 : Édouard, comte de Boufflers-Rouvrel
- 4 mai 1753 : Gilbert de Chauvigny comte de Blot
- 14 mars 1758 : Louis Henri vicomte de La Tour du Pin-La Charce
- 5 juin 1765 : Jean Balthazar, comte d'Adhémar de Montfalcon
- 11 novembre 1776 : Pierre vicomte de Jaucourt
- 26 février 1777 : Stanislas Catherine chevalier de Boufflers
- 1er janvier 1784 : Jacques Philippe comte de Vernon du Haget
- 10 mars 1788 : Pierre Marie chevalier de Grave[1]
- 5 février 1792 : Étienne Guillaume Picot de Bazus[1]
- 8 mars 1793 : Étienne Le Bé[1]

## Historique
Ce régiment est créé par Louis XIV, le 14 novembre 1691, pour Philippe d'Orléans, duc de Chartres, son gendre, puis régent du royaume. 

Il est d'abord composé d'un seul bataillon de 13 compagnies, dont 3 furent tirées du régiment de Sault, 3 de celui de Touraine, 6 de celui d'Orléans et 1 de Vermandois.

### Régiment de Chartres (1691-1724)

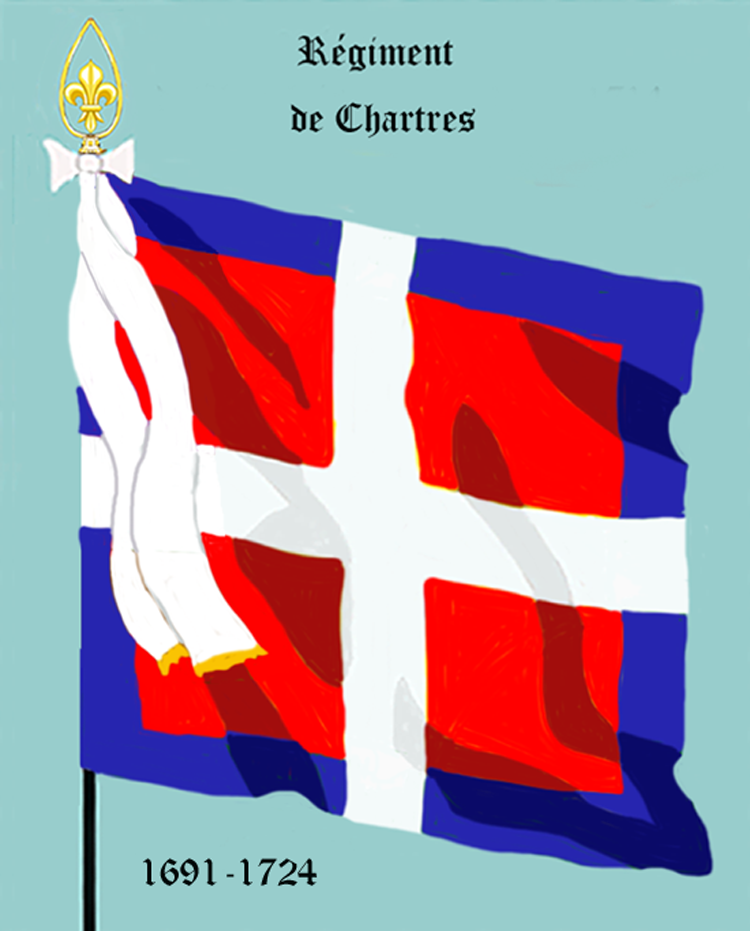
de 1691 à 1724
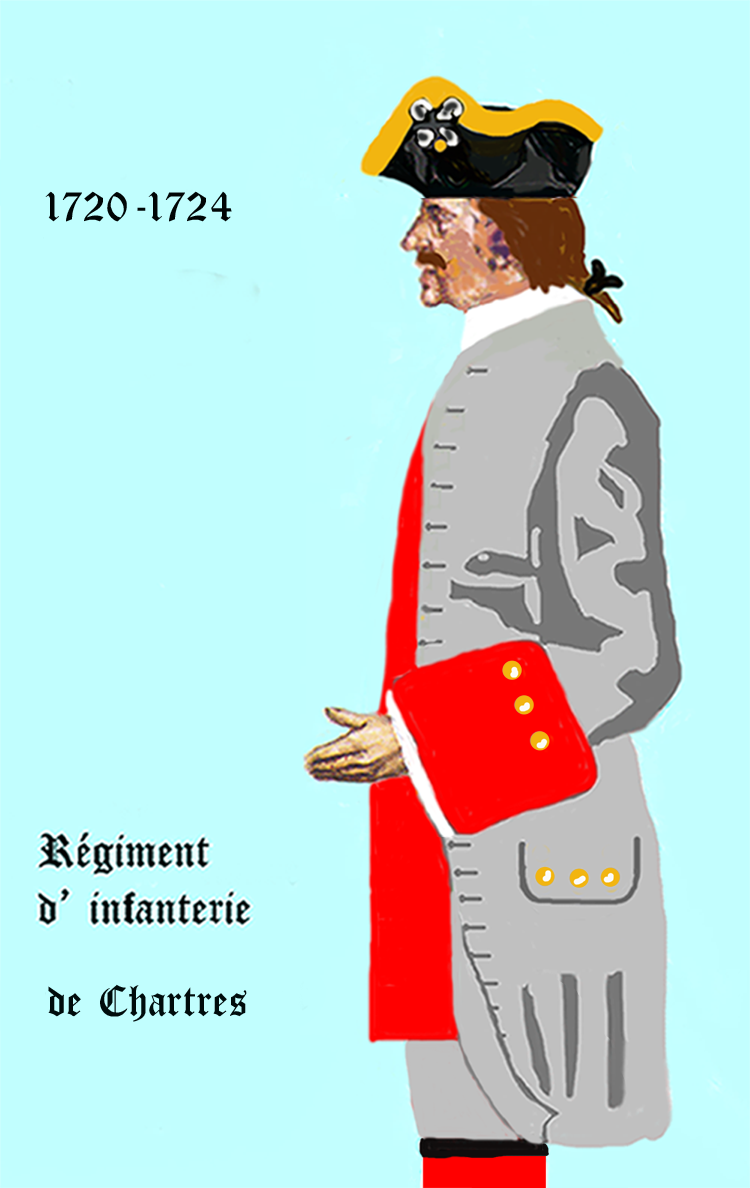
de 1720  à 1724

#### Guerre de la Ligue d'Augsbourg
Le « régiment de Chartres » fait ses premières armes en 1692 au siège de Namur, dans le cadre de la guerre de la Ligue d'Augsbourg. Le 3 août, il se couvre de gloire à la bataille de Steinkerque. Placé en réserve à la gauche, il contribue à rétablir le combat engagé à l'improviste par l'ennemi, et se maintient toujours en première ligne, et à découvert, avec le 2e bataillon de Bourbonnais. Le duc de Chartres y reçoit une légère blessure, mais le colonel lieutenant Gabriel-Joseph chevalier d'Estrades, blessé, expire le 5 août 1692.
L'année suivante le régiment se trouve à la bataille de Neerwinden,et termine la campagne devant Charleroi. Il se distingue, le 29 septembre, en repoussant
vigoureusement une sortie durant laquelle le colonel lieutenant marquis de Pluvaux y est grièvement blessé.
Le « régiment de Chartres » fait les campagnes de 1694 et 1695 en Flandre sous le commandement du maréchal Villeroy.
En 1696 et 1697 il sert à l'armée de la Meuse sous le commandement du maréchal de Boufflers.

#### Guerre de Succession d'Espagne
En 1701, à la mort de Philippe Ier duc d'Orléans frère de Louis XIV, le régiment devint la propriété du nouveau duc de Chartres, Louis d'Orléans, qui succéda à son père, Philippe II d'Orléans passé au commandement du régiment de famille.
Le 1er février 1701, le régiment de Chartres est porté à deux bataillons au moyen de l'incorporation d'une partie des milices de Metz, et part au mois de mai établir à Namur l'autorité du nouveau roi d'Espagne, Philippe V.
En 1702, le régiment rallie l'armée de Louis duc de Bourgogne et contribue à la déroute de l'armée hollandaise à la bataille de Nimègue. Le 8 juin, il quitte les Pays-Bas pour se rendre sur le Rhin, et il combat avec le maréchal de Villars à Friedlingen.
En février 1703, il sert au siège de Kelh, et plus tard il participe à l'attaque des retranchements de Stollhofen. Il suit Villars en Bavière, combat à Hornberg, à Munderkirchen et à Hochstedt et contribue aux prises d'Augsbourg et d'Ulm.
En 1704, il assiste, dans le corps de Marchin, à la deuxième bataille d'Höchstädt. Revenu en Alsace, il garde le Fort-Louis, et prit en décembre ses quartiers d'hiver à Phalsbourg, après avoir travaillé à l'amélioration des défenses du Fort-Louis.
En 1705 et 1706, le régiment Chartres demeure en Alsace et prend part au secours du Fort-Louis, et à la conquête de Drusenheim, de Lauterbourg et de l'île du Marquisat.
En 1706, il est appelé en Flandre au milieu et se trouva à la malheureuse bataille de Ramillies, après laquelle il vint se refaire à Thionville, où il passa l'hiver.
En 1707, il retourne en Flandre et est embrigadé avec le régiment de Poitou.
En 1708, il combat vaillamment avec le régiment de Piémont à Audenarde ou il charge cinq fois, et son colonel lieutenant, le Louis marquis d'Arpajon, y reçoit deux blessures très graves.
Contraint de se jeter dans Gand, il évacue la ville rapidement.
En 1709, il fait encore partie de la brigade de Poitou et combat à Malplaquet.
En 1711, on le voit, au combat d'Arleux, après lequel on l'envoie dans les lignes de la Lauter, où il reste jusqu'en 1713. Cette année, il fait les sièges de Landau et de Fribourg.

#### Guerre de la Quadruple-Alliance
En 1719, dans le cadre de la guerre de la Quadruple-Alliance le « régiment de Chartres » fait la campagne sur les Pyrénées et les sièges de Fontarabie et de Saint-Sébastien. Le 28 août il quitte la Navarre pour se rendre en Roussillon, et il contribue de ce côté à la prise de Castel-Ciudad et d'Urgell .

### Régiment d'Étampes (1724-1737)

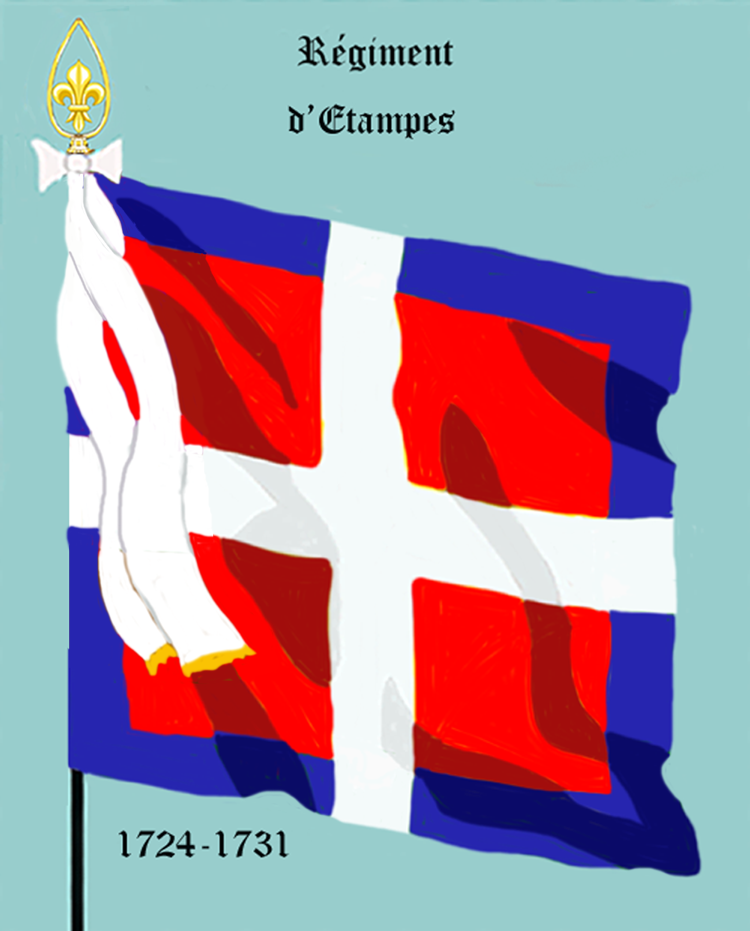
de 1724 à 1731
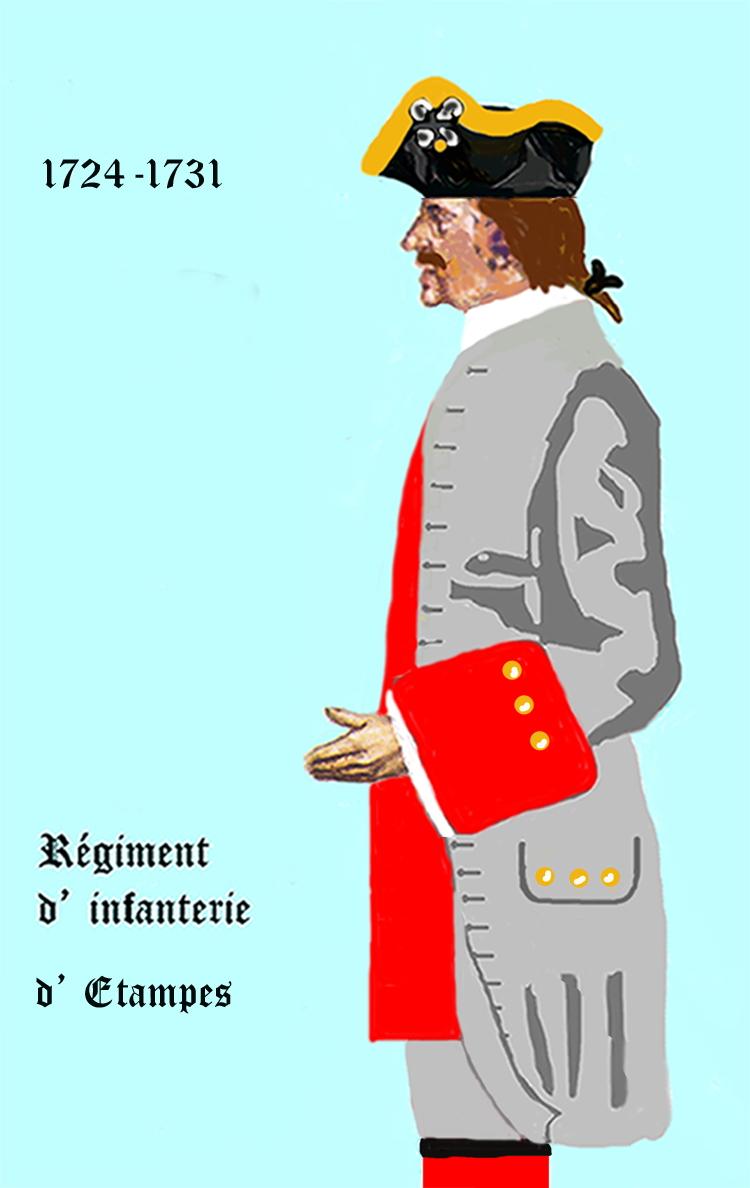
de 1724 à 1731

En 1723, à la mort du régent, Philippe d'Orléans, le duc de Bourbon, nommé premier ministre, profite de l'insouciance du nouveau duc d'Orléans, Louis, qui n'avait pas encore de fils, pour donner le régiment, 5 janvier 1724, au colonel lieutenant marquis d'Étampes, dont le régiment porta le nom de « régiment d'Étampes » jusqu'au 22 février 1737, époque à laquelle le titre de « régiment de Chartres » et les privilèges de régiment de prince lui sont rendus.

#### Guerre de Succession de Pologne
En 1727  « régiment d'Étampes »  fait partie du camp de la Sambre.
En 1733, dans le cadre de la guerre de Succession de Pologne, il est envoyé à l'armée d'Italie et se distingue au siège du château de Milan.
En 1734, il se trouve au combat de Colorno et aux batailles de Parme et de Guastalla.
En 1735, il participe aux sièges de Reggio, de Revere et de Gonzague. A sa rentrée en France, il est dirigé sur La Rochelle.

### Régiment de Chartres (1737-1791)

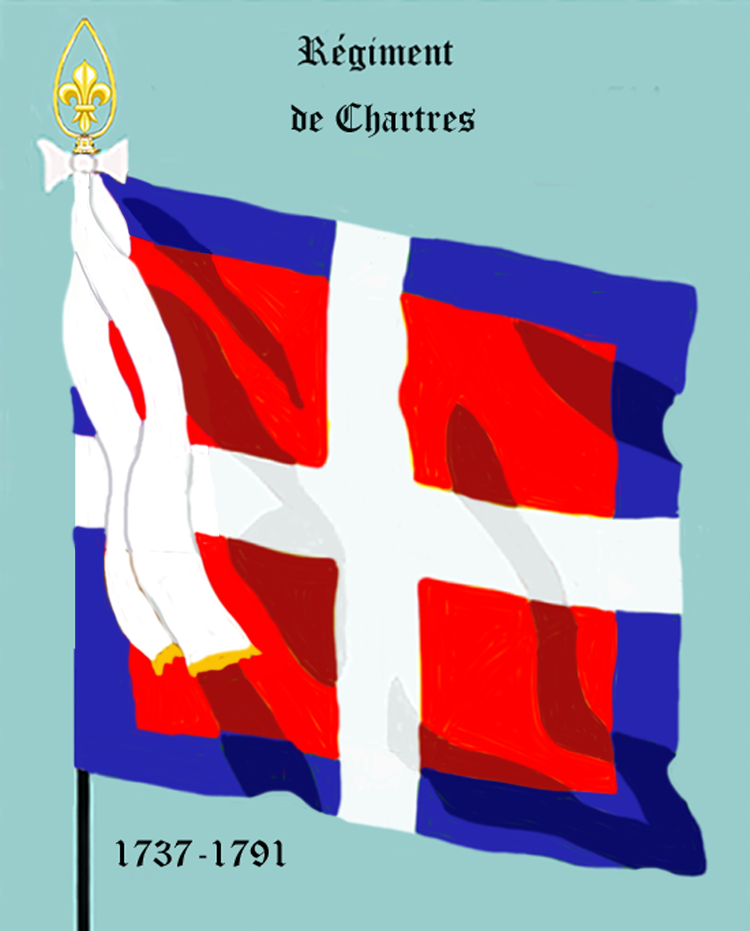
régiment de Chartres de 1737 à 1791
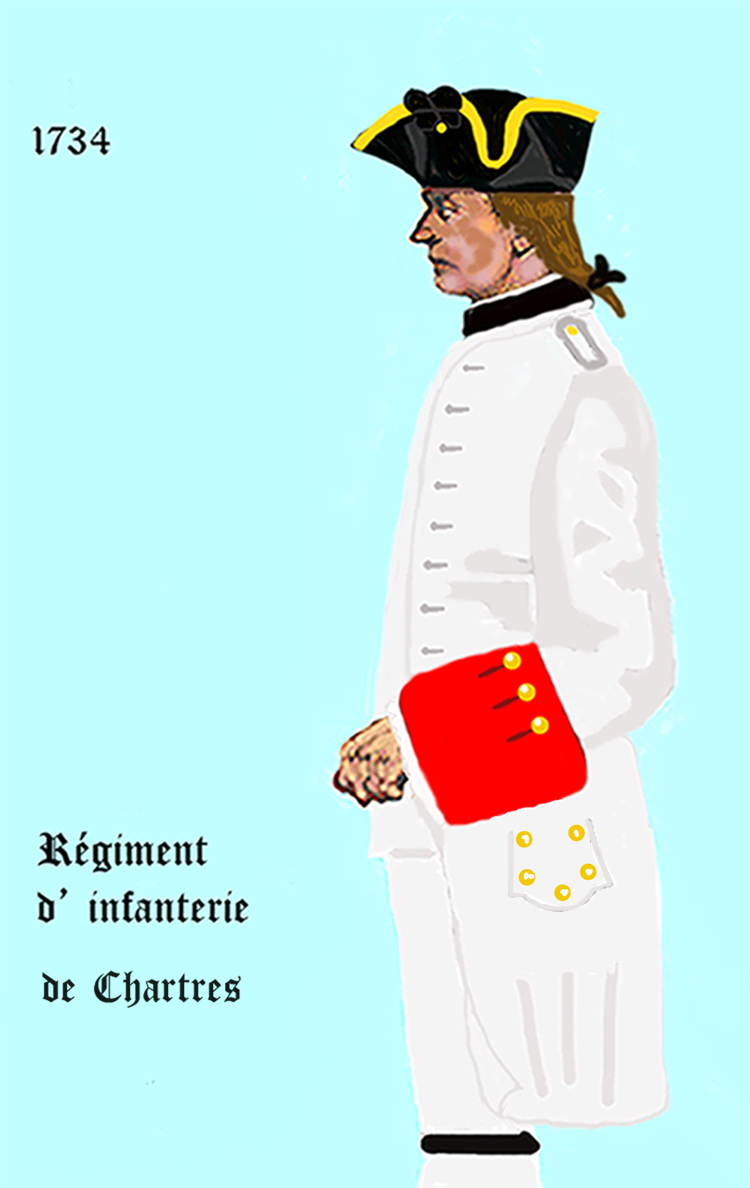
de 1734 à 1762
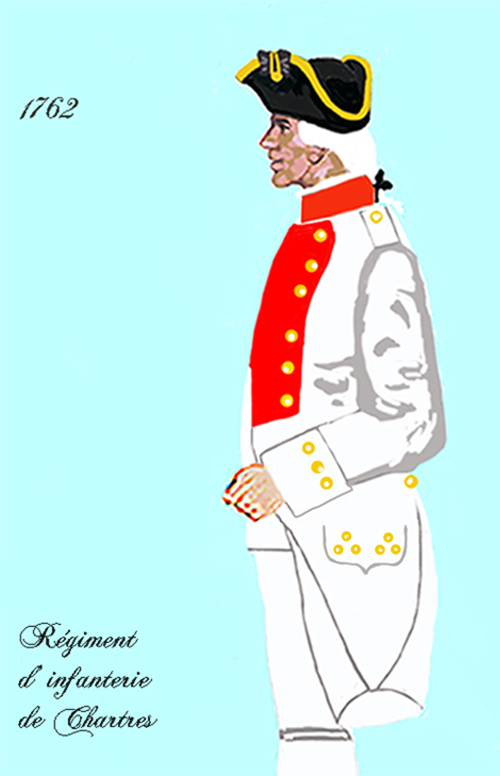
de 1762 à 1776
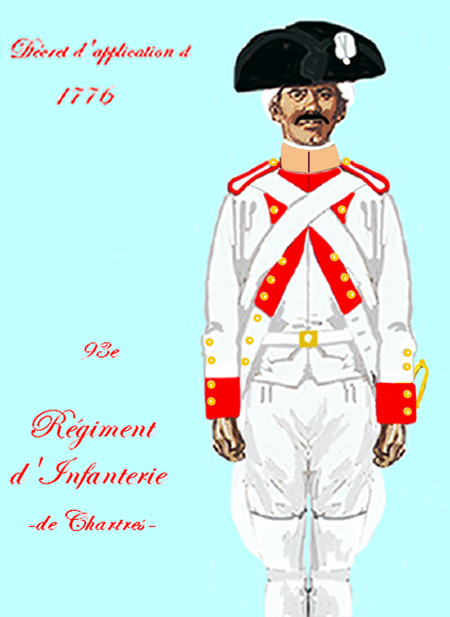
de 1776 à 1779
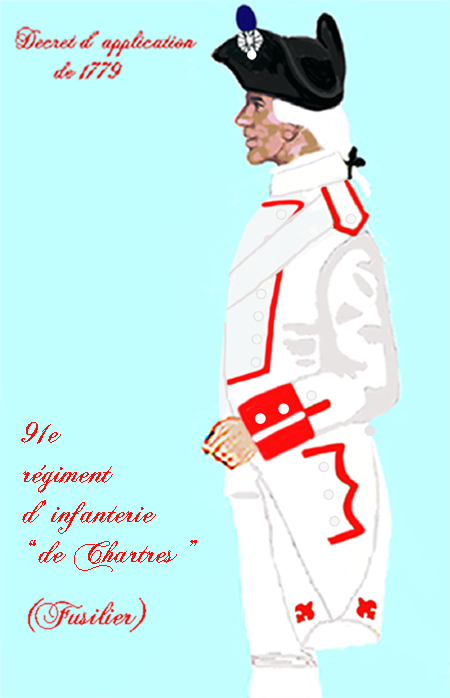
de 1779 à 1791

La propriété du régiment, donnée en 1737 à Louis d'Orléans, 3e duc de Chartres, est transmise le 20 mars 1752 à son fils Louis-Philippe, et celui ci la passe, le 21 novembre 1785, à Louis-Philippe, qui deviendra « roi des Français ».

#### Guerre de Succession d'Autriche
En 1742, dans le cadre de la guerre de Succession d'Autriche, le « régiment de Chartres » est sur la frontière de Flandre.
En 1743, il passe à l'armée du Rhin sous le commandement du maréchal de Noailles, il combat à Dettingen durant lequel le duc de Chartres conduit vaillamment son régiment. Lors de cette bataille, 6 officiers et 60 soldats sont tués, le colonel lieutenant de Balleroy, 17 officiers et 110 soldats sont blessés. Il termine la campagne en Alsace aux camps de Lauterbourg et d'Haguenau.
En 1744, le régiment de Chartres est en Flandre. Il est aux sièges de Menin, d'Ypres et de Furnes. A celui d'Ypres, le 22 juin, il s'empare avec le régiment d'Artois de la « redoute de l'Inondation », à l'attaque de gauche. Il termine cette campagne au camp de Courtrai.
En 1745, pendant la bataille de Fontenoy, il reste avec le régiment d'Orléans à la garde des tranchées de Tournai. Il achève ensuite le siège de cette place et participe à la réduction de Termonde, d'Audenarde et d'Ath.
En janvier 1746, il s'établit à Vilvorde pendant le siège de Bruxelles. Le 5 mars il entre dans cette grande ville pour y tenir garnison. Un détachement resté à Vilvorde, parvient à s'y maintenir malgré tous les efforts du prince de Waldeck, Charles-Auguste, venu pour le débusquer.
A l'ouverture de la campagne de 1747, le « régiment de Chartres » est embrigadé avec le régiment d'Orléans, et il partage cette année et les deux suivantes les services et la gloire de ce corps aux batailles de Raucoux, de Lawfeld, et aux sièges de Berg-op-Zoom et de Maastricht.
A sa rentrée en France en 1749, le régiment de Chartres est mis en garnison à Orléans. 

#### Guerre de Sept Ans
En 1756, il est envoyé au camp d'Honfleur
En mars 1757, il part pour Liège, puis pour Stockheim, pour retrouver le maréchal d'Estrées avec lequel il se trouve à la bataille de Hastenbeck, à l'expédition sur Closterseven et Zeel, puis au camp d'Halberstadt. 
Au début de 1758, il revient sur le Rhin. Il cesse alors de faire partie des armées actives et est exclusivement employé à la garde des places jusqu'à la fin de la guerre.

#### Période de paix
Lors de la réorganisation des corps d'infanterie français de 1762, le régiment conserve ses deux bataillons.
L'ordonnance arrête également l'habillement et l'équipement du régiment comme suitHabit, revers, veste et culotte blancs, collet et parements rouges, poches en écusson plus larges que hautes, garnies de cinq boutons en patte-d'oie, dont un à chacun des   quatre coins, précédés des boutonnières en biais, et un au milieu, trois boutons sur la manche et un en dedans, quatre au revers et quatre en dessous : boutons jaunes, avec le no 81. Chapeau bordé d'or. 
En 1762, il se trouve à Douai, d'où il est mis en garnison à Aire et Béthune en mai 1763, à Tours en août 1765, à Bergues et Gravelines en octobre 1765, à Dunkerque en novembre 1767, au Quesnoy en septembre 1768 et au camp de Verberie en juillet 1769. 

Il est envoyé après ce camp à la citadelle de Strasbourg, et de là à Sedan en octobre 1773, au Quesnoy en octobre 1774, à Condé en juin 1776, à Lille en septembre 1776, à Landerneau et Morlaix en mars 1777, à Douai en octobre 1778, à Arras en avril 1779, à Saint-Omer et Gravelines en juillet 1779, à Eu au mois d'août et à Dunkerque en décembre de la même année, à Valenciennes en novembre 1781, au Quesnoy en octobre 1785, à Philippeville et Charlemont en octobre 1786, à Givet en juin 1787, et à Landrecies et Avesnes en mars 1788. Au mois de juillet de cette année il se rend à Blois, et revient à Avesnes en octobre.

Il passe ensuite à Givet et à Charlemont en avril 1789, et il revint encore une fois à Avesnes en juin 1790 pour passer à Douai au mois d'octobre.

### 90erégiment d'infanteriede ligne ci-devant Chartres (1791-1794)
L'ordonnance du 1er janvier 1791 fait disparaître les diverses dénominations, et les corps d'infanterie ne sont désormais plus désignés que par le numéro du rang qu'ils occupaient entre eux. Ainsi, 101 régiments sont renommés. Les régiments sont toutefois largement désignés avec le terme ci-devant, comme 90e régiment d'infanterie de ligne ci-devant Chartres.

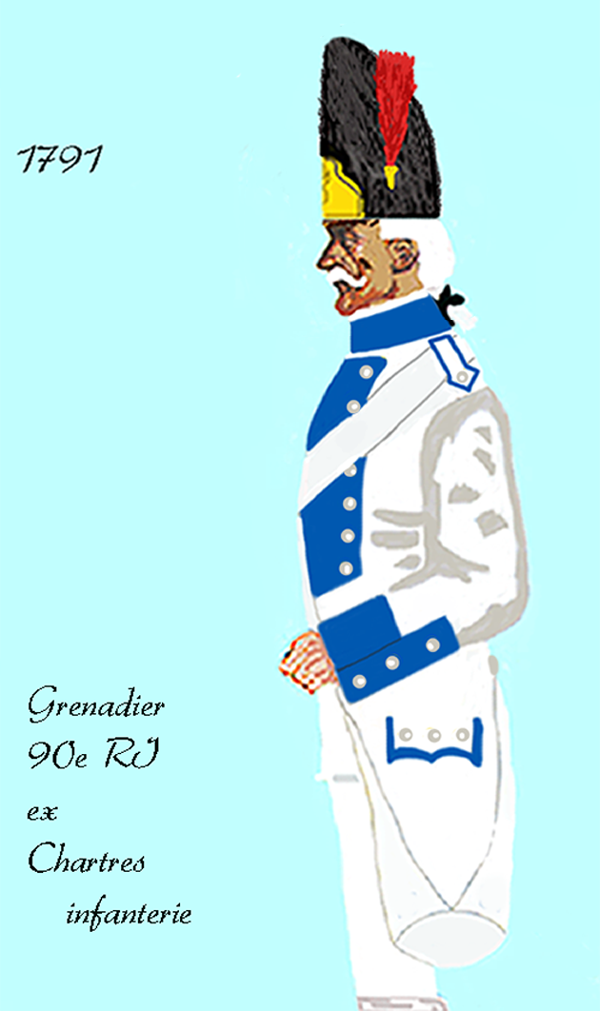
grenadier du 90e régiment d’infanterie de ligne de 1791 à 1794

#### Guerres de la Révolution française
Il quitte Douai le 15 avril 1791, à la suite d'une émeute devant laquelle il se conduit admirablement, et se rend à Bergues. Il se trouve à Lille au commencement de 1792 et prend part aux premières expéditions que fait la garnison de cette place. 
Au mois d'août, le 1er bataillon du 90e régiment d'infanterie de ligne, ci-devant Chartres, rallie l'armée de Dumouriez et assiste à la canonnade de Valmy.
Le régiment est placé à Metz après la retraite des Prussiens, et lorsque Longwy rentre au pouvoir de la République, il y est mis en garnison. 
Pendant ce temps, le 2e bataillon du 90e régiment d'infanterie de ligne, ci-devant Chartres, contribue à la défense de Lille, puis à la conquête de la Belgique, où il occupe successivement Tournai et Anvers.
En 1793, le régiment fait partie tout entier de l'armée du Nord. Il se fait remarquer dans un grand nombre de combats et batailles, notamment à la bataille du Cateau-Cambrésis (en) en avril 1794, aux engagements des 9 , 16 , 19 et 22 avril autour de Templeuve, au combat du 15 août sur le canal entre Malines et Louvain, et à la prise de Nimègue (en).
Le 1er bataillon du régiment de Chartres est amalgamé le 23 septembre 1794, avec le 15e bataillon de volontaires des réserves et le 23e bataillon de volontaires des réserves pour former la 163e demi-brigade de première formation.
Le 2e bataillon du régiment de Chartres prend part à la conquête de la Hollande et n'est amalgamé que le 4 décembre 1794, avec le 1er bataillon de volontaires d'Eure-et-Loir et le 8e bataillon de volontaires de la Meurthe pour former la 164e demi-brigade de première formation.
Ainsi disparaît pour toujours le 90e régiment d'infanterie ci-devant Chartres, partageant le sort de tous ces vieux régiments qui depuis deux siècles avaient défendu si intrépidement la patrie contre toutes les coalitions.